# HK 95 Považská Bystrica
Der HK Považská Bystrica ist ein slowakischer Eishockeyclub aus Považská Bystrica, der seit 2001 an der zweitklassigen 1. Liga teilnimmt. Die Heimspiele des Vereins werden im 2.466 Zuschauer fassenden Zimný štadión Považská Bystrica ausgetragen, welches 1973 erbaut wurde.

## Geschichte
Der AC Považská Bystrica wurde am 7. September 1938 gegründet. Das erste Eishockeyspiel fand im Januar 1939 statt: Der AC Nové Mesto gewann auf dem vereisten lokalen Tennisplatz mit 3:1 gegen Považská Bystrica. In der Saison 1943/1944 gewann der AC die Meisterschaft des Okres Žilina und stieg durch den Sieg im Qualifikationsspiel gegen den Slávia Prešov in die slowakische Liga auf, der die 12 besten Mannschaften der Slowakei angehörten. 1973 wurde mit dem Bau eines neuen Eisstadions begonnen. In der Saison 1989/90 stieg der inzwischen in ZVL Považská Bystrica umbenannte Verein in die 1. SNHL auf und verblieb Spielzeiten im Wettbewerb. Anschließend spielte der Klub in der dritten Spielklasse der Tschechoslowakei (2. SNHL) respektive der Slowakei (2. hokejová liga SR). 1995 erfolgte die Umbenennung in HK 95 Považská Bystrica. 1999 gewann der Klub die Meisterschaft der dritten Spielklasse, verpasste aber in der Relegation den Aufstieg in die zweithöchste Spielklasse. Dies gelang zwei Jahre später mit dem Sieg in der Vorrunde und der Meisterschaft in der Meisterrunde der sechs besten Mannschaften.
Die Herrenmannschaft trägt seit etwa Mitte der 2000er Jahre den Beinamen Panthers.

## Bekannte Spieler
- Andrej Meszároš
- Roman Tománek
- Tomáš Frolo
- Miloš Melicherík
- Rastislav Dej
- Tomáš Brňák
- Branislav Pohanka
- Andrej Šťastný
- Rastislav Konečný